# Antoine Wiertz

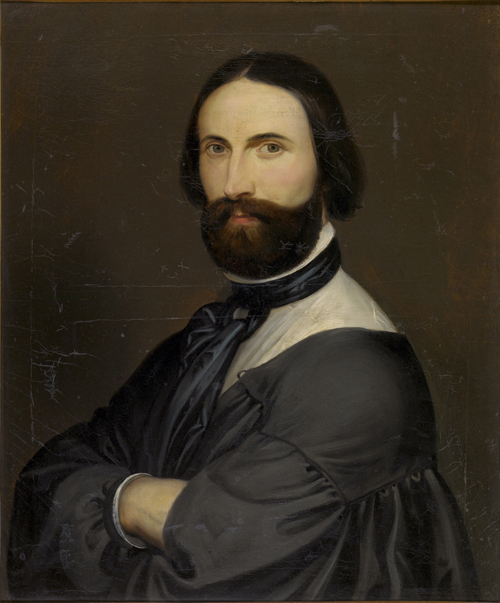
Autorretrato (1860)

Antoine Joseph Wiertz (Dinant, 22 de febrero de 1806 - Bruselas, 18 de junio de 1865) fue un pintor y escultor romántico belga. Premio de Roma belga en pintura 1832.
La pintura monumental de Wiertz a menudo se mueve entre el academicismo clásico y un lúdico romanticismo, entre lo grandioso y lo ridículo.[cita requerida] Aunque su obra fue a menudo considerada art pompier, su lenguaje pictórico a pesar de ello anunciaba el simbolismo y una cierta clase de surrealismo, dos corrientes que serían muy fuertes en la pintura belga.
El Musée Wiertz Museum dedicado a su obra forma parte de la red de Museos Reales de Bellas Artes de Bélgica desde 1868.
Su obra, muchas veces de grandes dimensiones, como El triunfo de Cristo (1845-48), de más de 11 metros de ancho o Los griegos y los troyanos se disputan el cuerpo de Patroclo (1844-1845), de más de ocho metros de largo, se conoce por reflejar su fascinación por la muerte y la fragilidad de la vida humana, como su óleo Deux jeunes filles (La Belle Rosine) (1847), y escenas dramáticas y de horror como Entierro precipitado (1854) aunque también incluye numerosos retratos y autorretratos.
En 1850 Wiertz llegó a un acuerdo con el Gobierno para la construcción del museu actual dedicado a su obra y tras su muerte todas las obras todavía en su posesión fueron donados al Estado.
Tanto Baudelaire como Joris-Karl Huysmans expresaron su apreciación por su obra.

## Galería

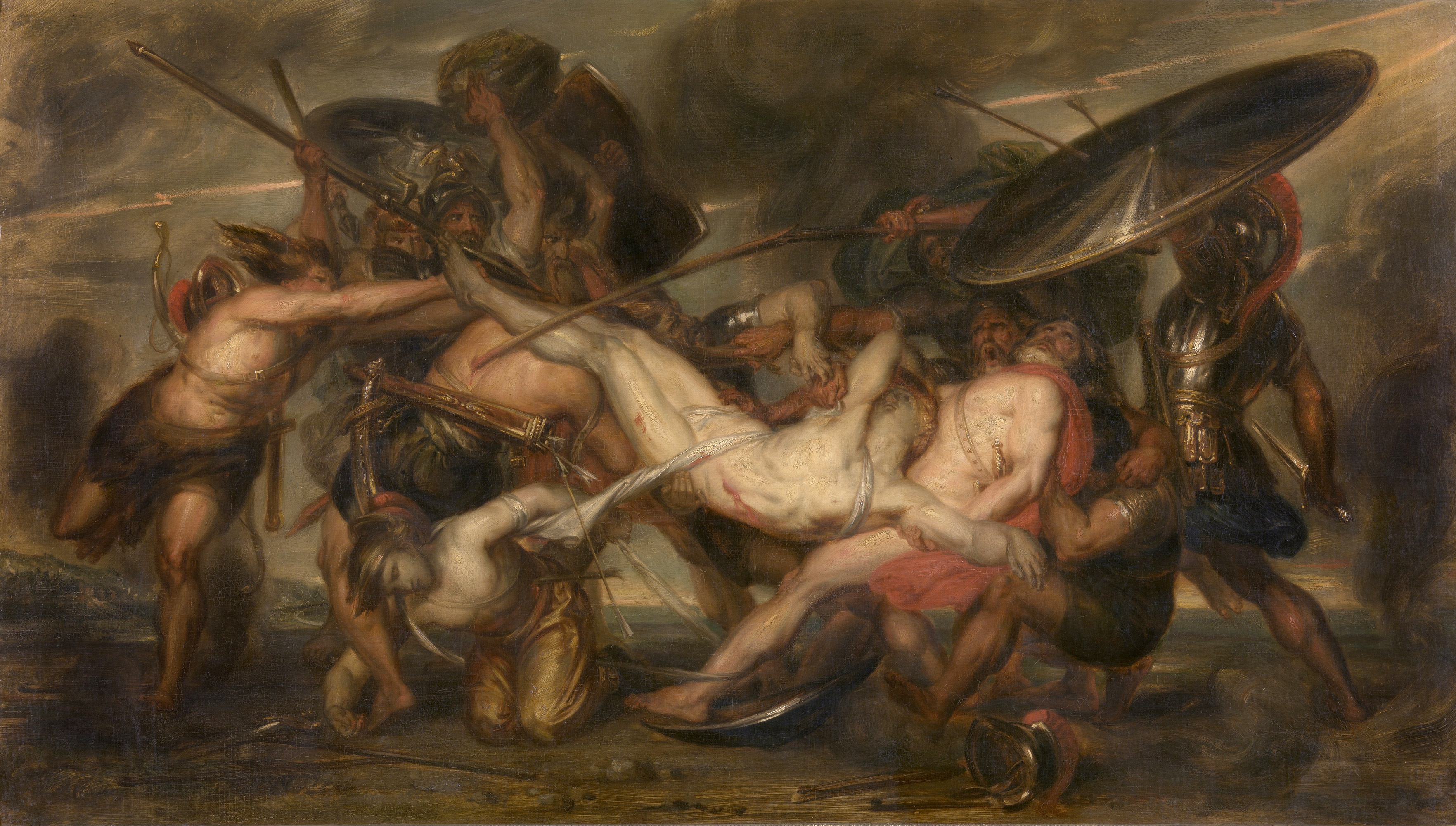
Los griegos y los troyanos se disputan el cuerpo de Patroclo (1844-1845)
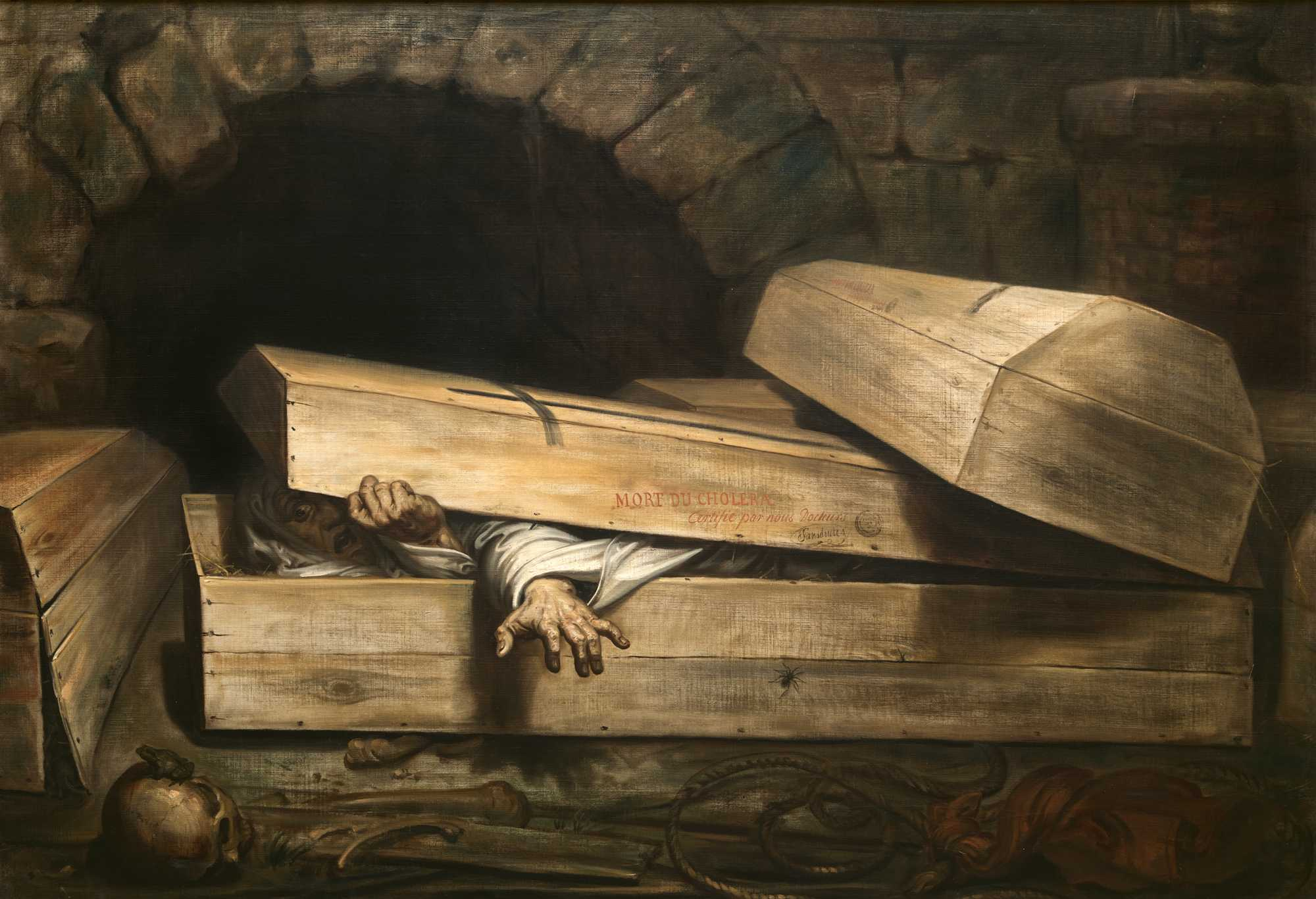
Entierro precipitado (1854)
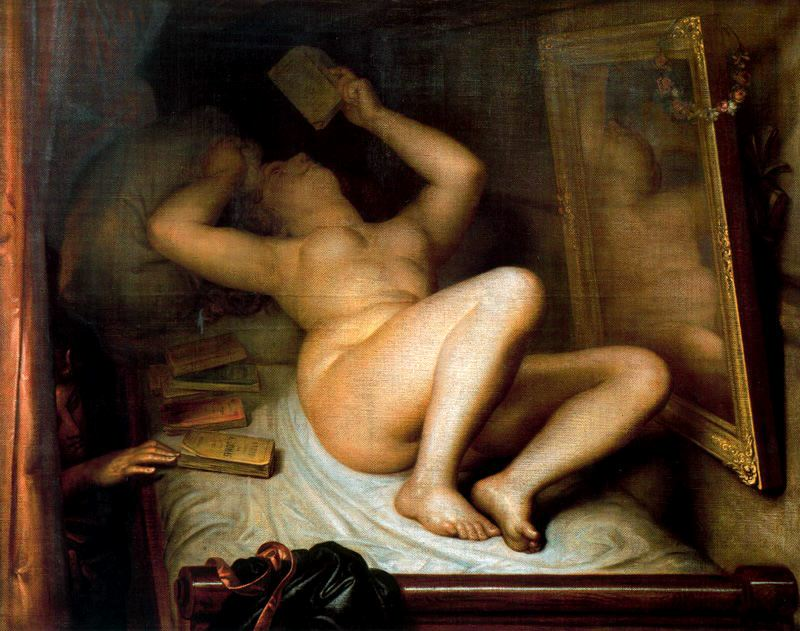
La lectora de novelas (1853)
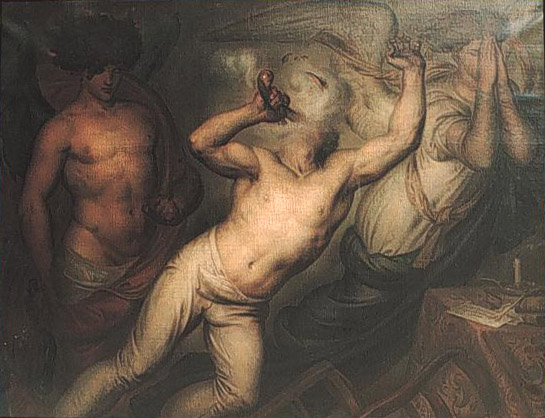
El suicidio (1854)

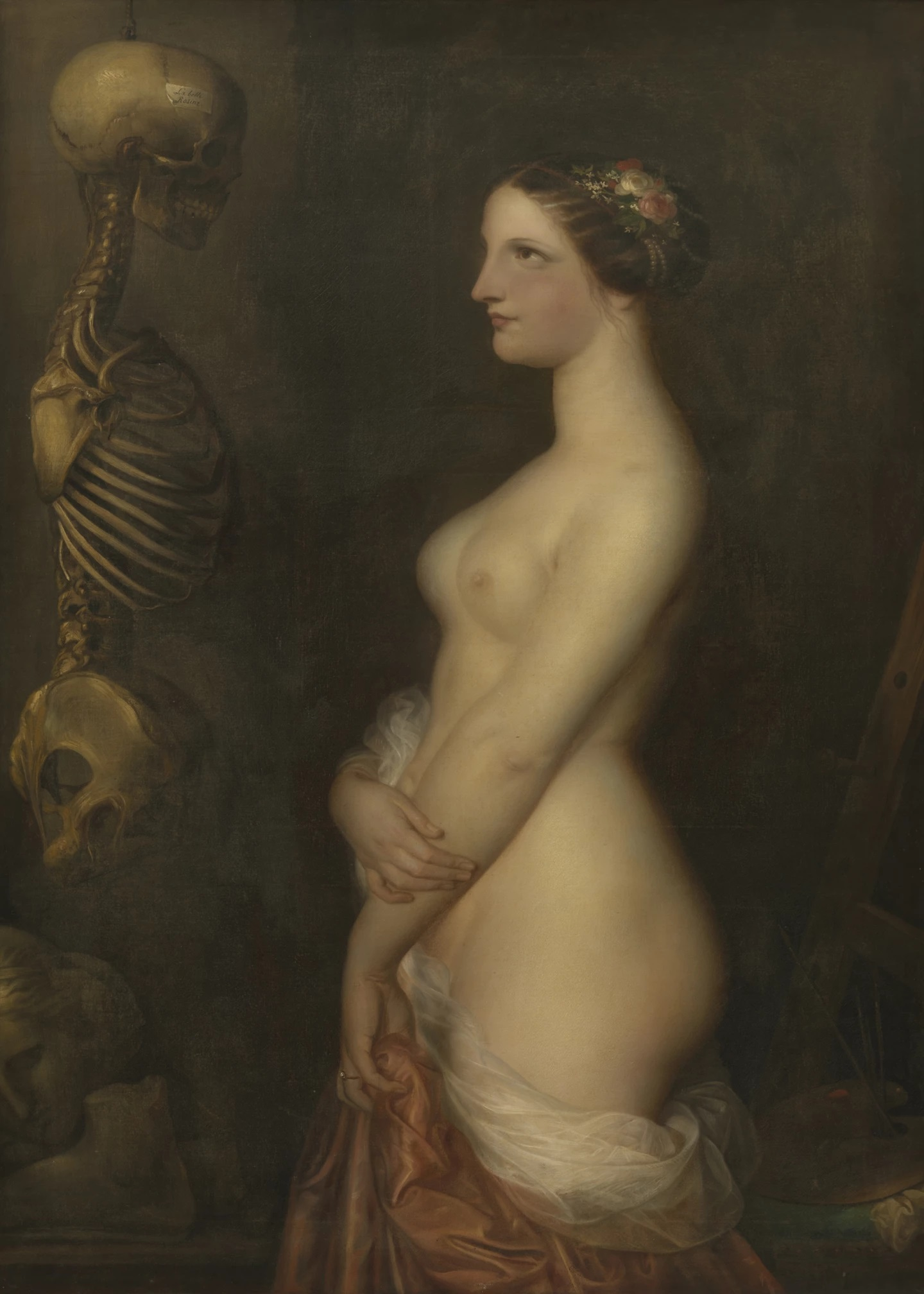
Deux jeunes filles (La Belle Rosine), 1847, óleo sobre lienzo, 140 x 100 cm, Bruselas, Museo Wiertz.
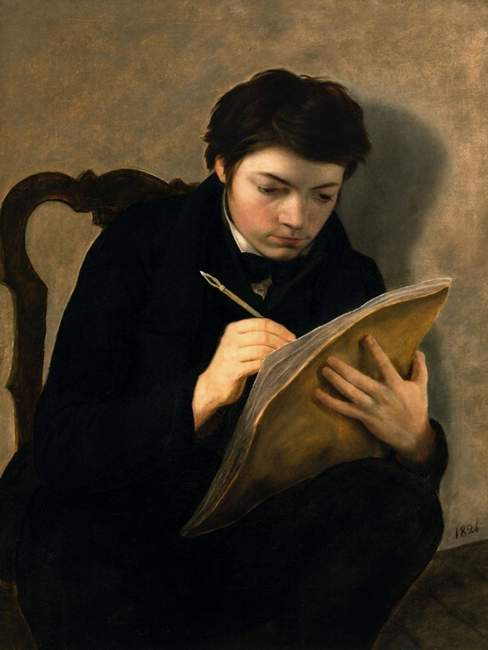
Autorretrato a los 18 años
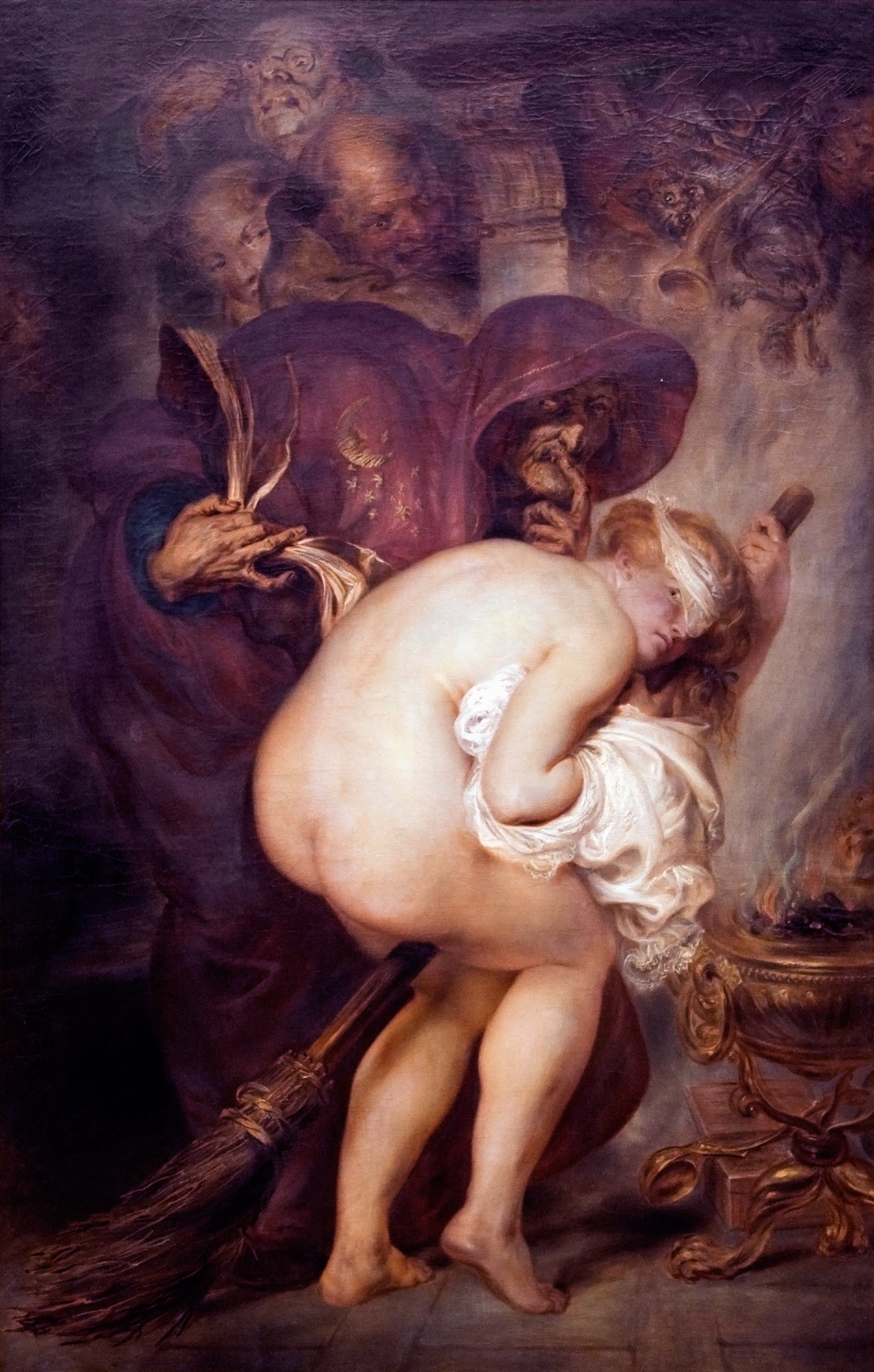
Las jóvenes brujas (1857)